# Eliteserien (volleyboll, damer)
Eliteserien (även Mizunoligaen) är den högsta serien inom volleyboll i Norge. Det består av en grundserie följt av slutspel. Vinnare har rätt att delta i kvalet till CEV Champions League. Utvecklingslaget Toppvolley Norge spelar enbart hemmamatcher och deltar bara i grundserien (i Sverige används motsvarande upplägg för RIG Falköping). 

## Resultat per säsong[2]
| Säsong                  | Podium                                          | Podium                                          | Podium                                          |
| Mästare                 | Tvåa                                            | Trea                                            |                                                 |
| ----------------------- | ----------------------------------------------- | ----------------------------------------------- | ----------------------------------------------- |
| 1972-73 mer information | NIHI Oslo                                       | St. Svithun VBK                                 | Kristiansand SI                                 |
| 1973-74 mer information | BSI                                             | Ålesund VBK                                     | NIHI Oslo                                       |
| 1974-75 mer information | Kristiansand SI                                 | BSI                                             | Sandnes VBK                                     |
| 1975-76 mer information | Ålesund VBK                                     | NIHI Oslo                                       | BSI                                             |
| 1976-77 mer information | Kristiansand SI                                 | BSI                                             | Ålesund VBK                                     |
| 1977-78 mer information | NIHI Oslo                                       | Kristiansand SI                                 | BSI                                             |
| 1978-79 mer information | BSI                                             | Kristiansand SI                                 | St. Svithun VBK                                 |
| 1979-80 mer information | BSI                                             | Kristiansand SI                                 | Sandnes VBK                                     |
| 1980-81 mer information | BSI                                             | NIHI Oslo                                       | Ålesund VBK                                     |
| 1981-82 mer information | BSI                                             | Tambarskjelvar IL                               | Oslo Volley                                     |
| 1982-83 mer information | BSI                                             | Oslo Volley                                     | Sortland VBK                                    |
| 1983-84 mer information | Sortland VBK                                    | Oslo Volley                                     | Bergkameratene Volley                           |
| 1984-85 mer information | Bergkameratene Volley                           | KFUM Oslo                                       | BSI                                             |
| 1985-86 mer information | KFUM Oslo                                       | Bergkameratene Volley                           | BSI                                             |
| 1986-87 mer information | BSI                                             | Bergkameratene Volley                           | -                                               |
| 1987-88 mer information | KFUM Oslo                                       | Bergkameratene Volley                           | -                                               |
| 1988-89 mer information | Bergkameratene Volley                           | KFUM Oslo                                       | -                                               |
| 1989-90 mer information | Sandnes VBK                                     | Harstad VBK                                     | -                                               |
| 1990-91 mer information | Idrettslaget Koll                               | BSI                                             | -                                               |
| 1991-92 mer information | Sandnes VBK                                     | BSI                                             | -                                               |
| 1992-93 mer information | Idrettslaget Koll                               | Sandnes VBK                                     | Blindheim IL                                    |
| 1993-94 mer information | Idrettslaget Koll                               | Klepp VBK                                       | Harstad VBK                                     |
| 1994-95 mer information | Idrettslaget Koll                               | Fyllingen VBK                                   | Klepp VBK                                       |
| 1995-96 mer information | Klepp VBK                                       | Idrettslaget Koll                               | Harstad VBK                                     |
| 1996-97 mer information | Klepp VBK                                       | Idrettslaget Koll                               | Fyllingen VBK                                   |
| 1997-98 mer information | Klepp VBK                                       | KFUM Oslo                                       | Aukra VBK                                       |
| 1998-99 mer information | Klepp VBK                                       | Idrettslaget Koll                               | KFUM Oslo                                       |
| 1999-00 mer information | Idrettslaget Koll                               | Klepp VBK                                       | Oslo Volley                                     |
| 2000-01 mer information | Idrettslaget Koll                               | Klepp VBK                                       | Aukra VBK                                       |
| 2001-02 mer information | Klepp VBK                                       | NTNUI Gløshaugen                                | Idrettslaget Koll                               |
| 2002-03 mer information | Idrettslaget Koll                               | NTNUI Gløshaugen                                | KFUM Stavanger                                  |
| 2003-04 mer information | Idrettslaget Koll                               | BK Tromsø Volley                                | NTNUI Gløshaugen                                |
| 2004-05 mer information | Idrettslaget Koll                               | NTNUI Gløshaugen                                | -                                               |
| 2005-06 mer information | Idrettslaget Koll                               | Oslo Volley                                     | -                                               |
| 2006-07 mer information | Idrettslaget Koll                               | Oslo Volley                                     | -                                               |
| 2007-08 mer information | Idrettslaget Koll                               | Oslo Volley                                     | BSI                                             |
| 2008-09 mer information | Idrettslaget Koll                               | Oslo Volley                                     | BSI                                             |
| 2009-10 mer information | UiS Stavanger                                   | Idrettslaget Koll                               | BSI                                             |
| 2010-11 mer information | UiS Stavanger                                   | Oslo Volley                                     | Idrettslaget Koll                               |
| 2011-12 mer information | Stod Volley                                     | Oslo Volley                                     | BSI                                             |
| 2012-13 mer information | Oslo Volley                                     | Stod Volley                                     | BSI                                             |
| 2013-14 mer information | Stod Volley                                     | Oslo Volley                                     | Førde VBK                                       |
| 2014-15 mer information | Stod Volley                                     | Oslo Volley                                     | Sortland VBK                                    |
| 2015-16 mer information | Randaberg Volleyball                            | Oslo Volley                                     | ToppVolley Norge                                |
| 2016-17 mer information | Randaberg Volleyball                            | ToppVolley Norge                                | Oslo Volley                                     |
| 2017-18 mer information | Førde VBK                                       | ToppVolley Norge                                | Oslo Volley                                     |
| 2018-19 mer information | ToppVolley Norge                                | Førde VBK                                       | Oslo Volley                                     |
| 2019-20 mer information | Idrettslaget Koll                               | Randaberg IL                                    | BK Tromsø                                       |
| 2020-21 mer information | Tävlingen avbröts på grund av COVID-19-pandemin | Tävlingen avbröts på grund av COVID-19-pandemin | Tävlingen avbröts på grund av COVID-19-pandemin |
| 2021-22 mer information | BK Tromsø                                       | Randaberg IL                                    | Idrettslaget Koll                               |

## Segrar per klubb
| Klubb                 | Titlar | Vunna säsonger |
| --------------------- | ------ | --- |
| Idrettslaget Koll     | 14     | 1990-91, 1992-93, 1993-94, 1994-95, 1999-00, 2000-01, 2002-03, 2003-04, 2004-05, 2005-06, 2006-07, 2007-08, 2008-09, 2019-20 |
| BSI                   | 7      | 1973-74, 1978-79, 1979-80, 1980-81, 1981-82, 1982-83, 1986-87                                                                |
| Klepp VBK             | 5      | 1995-96, 1996-97, 1997-98, 1998-99, 2001-02                                                                                  |
| Stod Volley           | 3      | 2011-12, 2013-14, 2014-15 |
| NIHI Oslo             | 2      | 1972-73, 1977-78 |
| Kristiansand SI       | 2      | 1974-75, 1976-77 |
| Bergkameratene Volley | 2      | 1984-85, 1988-89 |
| KFUM Oslo             | 2      | 1985-86, 1987-88 |
| Sandnes VBK           | 2      | 1989-90, 1991-92 |
| UiS Stavanger         | 2      | 2009-10, 2010-11 |
| Randaberg IL          | 2      | 2015-16, 2016-17 |
| Ålesund VBK           | 1      | 1975-76 |
| Sortland VBK          | 1      | 1983-84 |
| Oslo Volley           | 1      | 2012-13 |
| Førde VBK             | 1      | 2017-18 |
| ToppVolley Norge      | 1      | 2018-19 |
| BK Tromsø             | 1      | 2021-22 |